# Bill Bissett
Bill Bissett (abweichende Namensschreibweise: bill bissett; * 23. November 1939 in Halifax, Nova Scotia) ist ein kanadischer Dichter und Aktionskünstler.

## Leben

### Herkunft, Studienabbruch und erste Arbeiten
Bissett, Sohn eines Richters, riss als Kind mehrmals von zuhause aus, um einmal mit einem Zirkus mitzufahren und um dem konventionellen Leben der Mittelschicht zu entfliehen. 1958 verzog er nach Vancouver, wo er ein Studium an der University of British Columbia begann, das er jedoch 1959 abbrach, um als Schriftsteller und Maler zu arbeiten. Obwohl seine Gedichte mit der experimentellen Kreativität der Bewegung um die Literaturzeitschrift TISH harmonierte, gelang es ihm nicht, einen Verleger für seine konkrete und visuelle Poesie zu finden. Als Ergebnis daraus gründete er 1962 seine eigene Literaturzeitschrift blewointment, um seine eigenen Gedichte zu veröffentlichen, aber auch andere, ähnlich arbeitende Dichter wie bpNichol und Steve McCaffery zu fördern.
Bissett, der in seinem Namen die Anfangsbuchstaben klein schrieb und als bill bissett publizierte, ist bekannt für seine unterschiedliche Orthographie und die Verbindung von Lyrik, visueller und Klangpoesie mit Zeichnungen und Collagen sowie für eine täuschend naive Stimme, die die persönliche und politische Scharfsinnigkeit seiner Arbeiten verschleiert. Von Anfang an brechen bissetts Werke wie die Gedichtsammlungen lebanon voices (1967), sunday work (?) (1969) und awake in th red desert! (1969) die künstlichen Barrieren innerhalb und zwischen der Kunst nieder. Seine idiosynkratische Phonetik und quasi-phonetische Rechtschreibung repräsentieren im Wesentlichen den Klang der Worte wie bei der Aussprache: ‚devotions‘ wird zu ‚devosyuns‘ und ‚people‘ zu ‚peopul‘. Zusammen mit Leerräumen und einem Fehlen an Interpunktion verlieh dies bissetts Gedichten zahlreiche Charakteristika einer Partitur. Dabei schloss awake in th red desert! sogar Tonaufnahmen von bissetts Lesungen ein und war damit ein Vorläufer von einigen Tonaufnahmen, die er in den 1980er Jahren veröffentlichte, wie sonik horses (1984) und luddites (1987).

### Experimentallyrik und Auszeichnungen
Die Zusammenstellung eines von blewointment herausgegebenen Buches kreierte neben Wiederholungen, Typografie und physikalischer Herstellung auch visuelle und taktile Muster. So setzte sich das Gedicht Liberating Skies beispielsweise aus einer Aneinanderreihung des Wortes „earth“ (earthearthearthearthearthearth) zusammen, so dass das Wort in drei Worte zusammenbrach, die sich zu einem Thema entwickelten: „earth“, „hear“ und „heart“. Die Gedichte in dem übergroßen Buch IBM (1971) waren andererseits alle handgeschrieben und mehrere schlugen symbolische Assoziationen für Buchstaben als Piktogramme vor: X zum Beispiel für eine Gebetsmühle.
Eine ähnliche Ästhetik erschien auch in den Gemälden bissets, in denen Gesichter mit himmlischen Bildern verschmolzen sowie Körper sich transformierten und die Bilder irgendwo zwischen Repräsentation und Symbol abzielten.
Die Stärke in bill bissetts Frühwerk führte dazu, dass der Verlag House of Anansi Press mit der Sammlung NOBODY OWNS TH ERTH (1971) das erste seiner Bücher außerhalb von British Columbia veröffentlichte. Mit einer wachsenden Leserschaft veröffentlichte er in den 1970er Jahren mehr als 25 Bücher wie insbesondere MEDICINE my mouths on fire (1974) und die Gedicht- und Collagensammlung stardust (1975), die von den unpersönlichen und symbolischen Qualitäten ikonischer Bilder handelte. Mit Fortschreiten seiner Laufbahn vertieften seine Kompositionen einige ihrer früheren Vielfalt und konzentrierten sich auf Text und Linienzeichnungen.
Bissetts zum Teil durch den Stil Warren Tallmans beeinflussten Gedichte, die sowohl in Sprache als auch Illustrationen offen war, verbanden Ausdrücke von Liebe mit philosophischen Untersuchungen zum Wert der Liebe, und Anti-Materialismus mit dem Streben nach Frieden. Dadurch gehörte er neben Douglas Babour, George Bowering, bpNichol, Stephen Scobie, Fred Cogswell, Alden Nowlan und Al Purdy zu den Vertretern einer experimentellen Poesie, die aus den Grundlagen eine eher umgangssprachlichen, regionalen Wurzeln verbundene Form der Lyrik entwickelten.
Er kritisierte jedoch Versuch von Kontrolle oder Regulierung von Gedanken und Erfahrung und sah sich deswegen im Ergebnis einiger Kritik ausgesetzt. In den Jahren 1977 bis 1978 unternahm eine Gruppe von Abgeordneten des Unterhauses die Kürzung der öffentlichen Förderung seiner Arbeit wegen der konterkulturellen Ästhetik seiner Werke. Aufgrund der sich daraus ergebenden finanziellen Schwierigkeiten war er gezwungen, blewointment press 1983 zu verkaufen.
Er blieb gleichwohl produktiv sowie einflussreich und veröffentlichte in späteren Jahren seine nachdenklichsten Werke über seiner schriftstellerische Philosophie in what we have (1988), für den er 1989 ebenso für den Dorothy Livesay Poetry Prize nominiert war, wie 1991 für hard 2 beleev. Für inkorrekt thots (1993) wurde er 1993 mit dem Dorothy Livesay Poetry Prize ausgezeichnet.
2006 gab Nightwood Editions das Buch radiant danse uv being heraus, eine ihm gewidmete Festschrift von Dichtern und Kleinverlagen. Der Nightwood-Verlag hatte zudem blewointment wiederbelebt, um bissetts Ziel der Veröffentlichung innovativer kanadischer Lyrik zu fördern. 2007 wurde bill bissett mit dem George-Woodcock-Preis für das Lebenswerk für herausragende Beiträge zur Literatur in British Columbia ausgezeichnet.

## Veröffentlichungen
| - Gregorian chant, 1958 - Th jinx ship nd othr trips, 1960 - Th jinx ship nd othr trips, or, Fires in the temple, 1966 - We sleep inside each other all, 1966 - Heat makes th heart's window for Martina, 1967 - Lebanon voices, 1967 - Mantras, 1967 - Meth means death, 1967 - Th gossamer bed pan, 1967 - What poetiks, 1967 - Where is Miss Florence Riddle, 1967 - Awake in the red desert!, 1968 - Liberating skies, 1968 - Of th land divine service, 1968 - Wagon wheeelsss, 1968 - Lost Angel Mining Company, 1969 - Sunday work?, 1969 - IBM, 1970 - S th story I to, 1970 - Tell me what attackd yu, 1970 - What fuckan theory, 1970 - Why dusint the League of Canadian Poets do sumthing nd get an organizer for cross country poetry reading, 1970 - Bill Bissett, 1971 - Blew trewz, 1971 - Dragon fly, 1971 - Drifting into war, 1971 - Nobody owns th earth, 1971 - Tuff shit, 1971 - Polar bear hunt, 1972 - Pomes for Yoshi, 1972 - Th high green hill, 1972 - The ice bag, 1972 - Words in th fire, 1972 - Pass th food release th spirit book, 1973 - Th first Sufi line, 1973 - Drawings, 1974 - Living with th vishyun, 1974 - Medicine My Mouths On Fire, 1974 - Space travl, 1974 - Vancouver mainland ice and cold storage, 1974 - What, 1974 - Yu can eat it at th opening, 1974 | - Image being, 1975 - Stardust, 1975 - Th fifth sun, 1975 - Venus, 1975 - An allusyun to Macbeth, 1976 - Plutonium missing, 1976 - Th wind up tongue, 1976 - Pomes, 1977 - Sailor, 1978 - Th first snow, 1979 - Beyond even faithful legends: selected poems, 1980 - Sa n th monkey, 1980 - Selected poems, 1980 - Soul arrow, 1980 - Northern birds in color, 1981 - Sa n his crystal ball, 1981 - Parlant, 1982 - Ready for framing, 1982 - Seagull on Yonge Street, 1983 - Fires in the tempul, 1984 - Canada gees mate for life, 1985 - Animal uproar, 1987 - What we have, 1988 - Hard 2 beleev, 1990 - Inkorrect thots, 1992 - Th last photo uv th human soul, 1993 - Th influenza uv logik, 1995 - Loving without being vulnrabul, 1997 - Scars on the seehors, 1999 - B leev abul char ak trs, 2000 - Lunaria, 2001 - Peter among th towring boxes, text bites, 2002 - Rainbow Mewsik (Poetry), 2002 - Th oranges uv orantangua, 2002 - Rumours Uv Hurricane, 2003 - Narrativ enigma/rumours uv hurricane, 2004 - Sublingual, 2008 - Novel, 2011 |

## Hintergrundliteratur
- Carl Peters: Textual vishyuns. Image and text in the work of Bill Bissett, 2011
- Don Precosky: bill bissett:   controversies and definitions[1]